# (449999) 2015 PN257
(449999) 2015 PN257 es un asteroide perteneciente al cinturón de asteroides, descubierto el 27 de enero de 2007 por el equipo Mount Lemmon Survey desde el Observatorio del Monte Lemmon (Arizona, Estados Unidos).